# Auto Léger
Autos Léger V. Crepet war ein französischer Hersteller von Automobilen.

## Unternehmensgeschichte
Die Herren Crepet und Toussant gründeten 1904 das Unternehmen in Lyon zur Produktion von Automobilen. Der Markenname lautete Auto Léger. Die beiden Inhaber beschäftigen vier Personen sowie einen Lehrling. 1907 endete die Produktion. Insgesamt entstanden 3 Fahrzeuge.

## Fahrzeuge
Das erste Fahrzeug entstand in der Karosserieform Tonneau und bot Platz für vier Personen. Später erhielt es eine Nutzfahrzeugkarosserie und wurde 1904 auf dem Pariser Automobilsalon ausgestellt. Die Motorleistung wurde über eine Kardanwelle an die Hinterachse übertragen.
Das zweite Fahrzeug war ein Zweisitzer mit Kettenantrieb.
Das dritte Fahrzeug verfügte wieder über Kardanantrieb und bot vier Personen Platz. Käufer war ein Arzt. Diese drei Fahrzeuge hatten einen selbst entwickelten Zweizylindermotor mit 9 PS Leistung. Das Getriebe verfügte über drei Gänge.
Eine andere Quelle nennt auch die Verwendung eines Vierzylindermotors.